# Галатов, Николай Семёнович

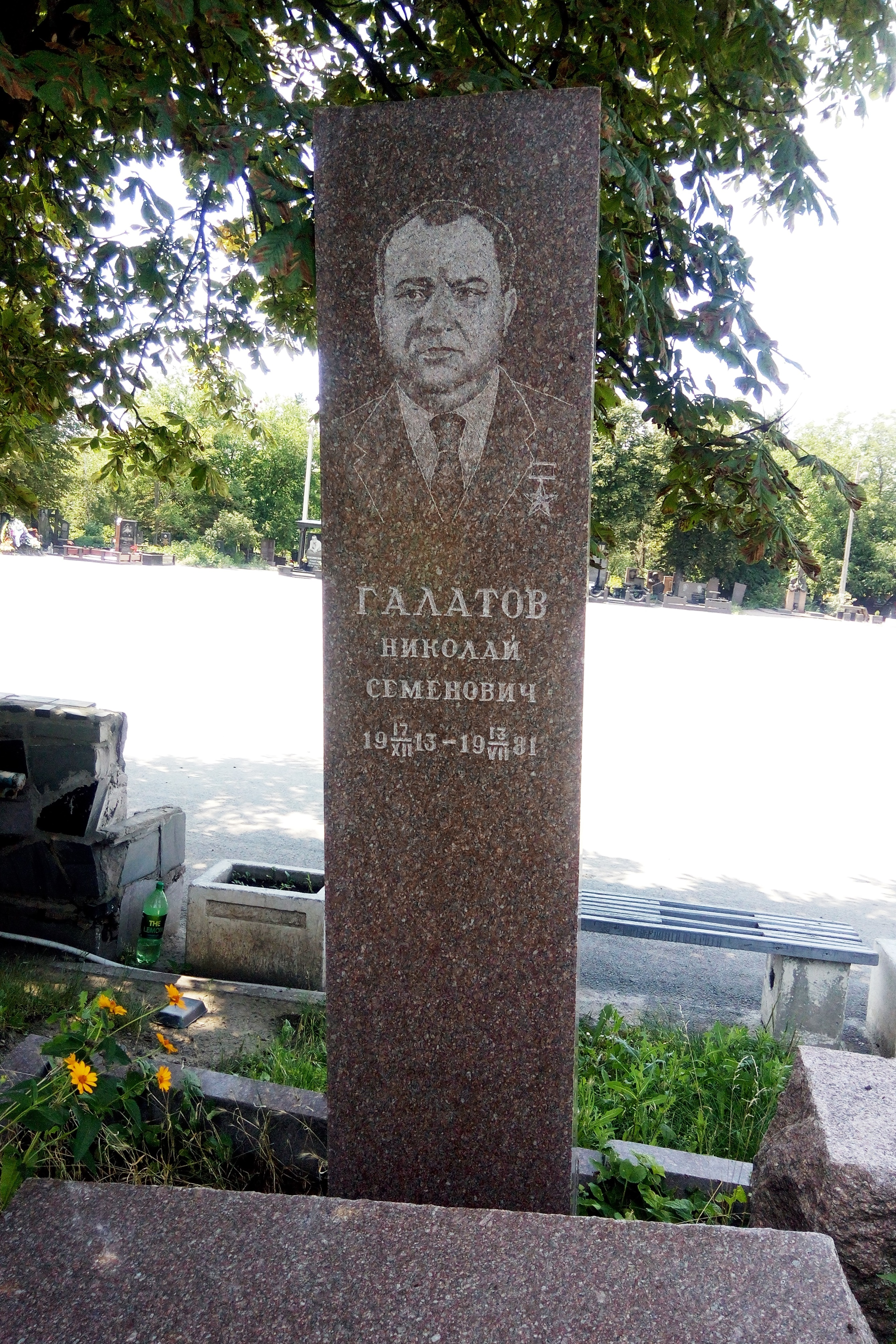
Могила Николая Галатова на Сурско-Литовском кладбище в Днепре

Никола́й Семёнович Гала́тов (17 декабря 1913, Каменское, Екатеринославская губерния — 13 июня 1981) — советский металлург, Герой Социалистического Труда (1966).

## Биография
Родился 17 декабря 1913 года в местечке Каменское.
Трудовой путь начал в 1933 году техником прокатных цехов на Днепропетровском металлургическом заводе имени Дзержинского.
В 1937 году поступил учиться в Днепродзержинский индустриальный институт, где спустя два года стал членом КПСС.
После окончания института возвратился на родной завод. Был назначен сменным начальником листопрокатного цеха. Однако, поработать удалось всего пять месяцев — началась Великая Отечественная война и Николай Семёнович стал слушателем артиллерийской академии в Москве. С апреля 1942 года до окончания войны он на фронте.
После демобилизации в 1945 году работал на заводе имени Дзержинского сначала заместителем начальника листопрокатного, а затем начальником железопрокатного цеха.
В марте 1955 года был направлен на завод «Криворожсталь», где работал главным инженером, а в июле 1959 года был назначен директором. В доменном и сталеплавильном производствах возглавляемого им предприятия широко применялись технический кислород и природный газ; завод был опытной базой чёрной металлургии по выпуску и использованию офлюсованного марганцевистого агломерата, необходимого для выплавки чугуна.
Умер 13 июня 1981 года. Похоронен на Сурско-Литовском кладбище в Днепропетровске.

## Награды
Указом Президиума Верховного Совета СССР от 22 марта 1966 года директору завода Н. С. Галатову было присвоено звание Героя Социалистического Труда с вручением ордена Ленина и Золотой медали «Серп и Молот».

## Память
- Именем названа улица в Кривом Роге[2][3];
- Имя на Стеле Героев в Кривом Роге.